# Flann mac Áedo
Flann mac Áedo (m. 714) fue un Rey de Fir Cúl en Brega de los Síl nDlúthaig de los Síl nÁedo Sláine de Brega. Era hijo de Áed mac Dlúthaig (m. 701), Rey de Fir Cúl y bisnieto de Ailill Cruitire mac Áedo Sláine (m. 634), rey de Brega.
En su tiempo estalló una contienda entre las familias de Uí Chernaig de Lagore y Uí Chonaing de Cnogba (Knowth) y los Síl nDlúthaig de Fir Cúl. Los Síl nDlúthaig también se enfrentaron con la línea principal de los Clann Cholmáin Uisnech en Mide. El padre de Flann, Áed había matado a Diarmait Dian mac Airmetaig Cáech, el Rey de Uisnech en 689.
En 711 el rey supremo Fergal mac Máele Dúin (m. 722) de Cenél nEógain venció y dio muerte al hermano de Flann, Cú Raí mac Áedo en la Batalla de Sliab Fúait (en los Fews, Armagh) junto con el rey de Uí Méith.
En 712 se recrudeció el enfrentamiento con los Síl nÁedo Sláine cuando Flann venció y mató a Maine mac Néill de Uí Chernaig. En 714 Flann estuvo en la Batalla de Bilis Tened (cerca de Moynalty) contra los Clann Cholmáin dirigidos por Murchad Midi (m. 715). En el primer encuentro dos hermanos de Murchad murieron, pero, en el segundo encuentro, fue Flann el que perdió la vida.
Su hermano Gormgal mac Áedo murió en la Batalla de Cenannas (cerca de Kells) luchando por Amalgaid mac Congalaig (m. 718) de Uí Chonaing contra Conall Grant del Uí Chernaig. Su hijo Dúngal mac Flainn (m. 747) fue Rey de Fir Cúl .